# Thurston Harper
Carl Thurston Harper Jr., född 2 augusti 1903 i Grimes County, död 25 mars 1987 i Highlands County, var en amerikansk animatör, som arbetade hos Walt Disney.

## Biografi
Harper anslöt sig till Walt Disney Animation Studios 1924, i samband med att kortfilmen Alice the Piper i serien Alice Comedies skulle produceras. Där blev han vän med Ub Iwerks, som han kom animera flera filmer i serien tillsammans med.
På grund av en konflikt med Walt Disney lämnade han studion en kort tid senare. Han återanslöt sig dock 1935 och lämnade en gång till 1937.
Efter att ha lämnat Disney igen kom han att jobba för filmföretagen Gaumont-British och Fleischer Studios. Efter att det sistnämnda företaget upplösts 1942 övergick han till flottan och avslutade därmed sin karriär som filmanimatör.
Efter andra världskriget blev han serietecknare. Han animerade bland annat för serieförlagen Dell Publications och DC Comics. Han gick i pension 1968.

## Filmografi (i urval)
- 1924 – Alice the Piper
- 1925 – Alice the Toreador
- 1925 – Alice Gets Stung
- 1925 – Alice Solves the Puzzle
- 1925 – Alice's Egg Plant
- 1925 – Alice Wins the Derby
- 1925 – Alice Picks the Champ
- 1925 – Alice's Tin Pony
- 1925 – Alice Chops the Suey
- 1925 – Alice the Jail Bird
- 1926 – Alice's Orphan
- 1926 – Alice's Little Parade[5]